# Unteres Mühlviertel
Als Unteres Mühlviertel wird der östliche Teil des Mühlviertels bezeichnet. Dieser ist geographisch durch den Haselgraben (nördlich von Linz) und durch den weiter nördlich davon gelegenen Oberlauf der Großen Rodl vom Oberen Mühlviertel getrennt. Das Untere Mühlviertel umfasst den Bezirk Perg, den Bezirk Freistadt, den östlichen Teil des Bezirks Urfahr-Umgebung sowie Teile des Linzer Stadtgebietes.

## Lage
Das untere Mühlviertel liegt im Granit- und Gneisplateau, einer der fünf österreichischen Großlandschaften.
Regionen des Unteren Mühlviertels sind zum Beispiel die Riedmark und das Machland.

## Geschichte
Im Jahr 1478 wurden unter Kaiser Friedrich III. die oberösterreichischen Landesviertel als militärische Einheiten geschaffen, und zwar das Machlandviertel und das Mühlviertel nördlich der Donau sowie das Hausruckviertel und das Traunviertel südlich des Flusses. Die ersten Hauptleute des Machlandviertels waren Christoph von Zelking und Walter Hauser, für das „Viertel im Mühlland“ werden Ulrich von Starhemberg und Simon Oberheimer erwähnt.
Als das Innviertel im Jahr 1779 zu Oberösterreich kam, wurden die beiden Viertel nördlich der Donau mit kaiserlichem Handschreiben vom 1. November 1779 zum heutigen Mühlviertel vereinigt.

## Beschreibung
Charakteristisch für das Untere Mühlviertel ist das Pechölbrennen im östlichen Mühlviertel, das auf schrägliegenden, behauenen Granitblöcken durchgeführt und 2013 als Immaterielles Kulturerbe in Österreich eingetragen wurde.